# Hang with Me
Hang with Me je synthpopová píseň od švédské zpěvačky Robyn. Napsal ji a produkoval Klas Åhlund. Pochází z jejího šestého studiového alba Body Talk Pt. 2.

## Hitparáda
| Země    | Umístění |
| ------- | -------- |
| Švédsko | 2        |
| Německo | 68       |
| Anglie  | 54       |
| Dánsko  | 11       |
| Norsko  | 7        |